# PIAT

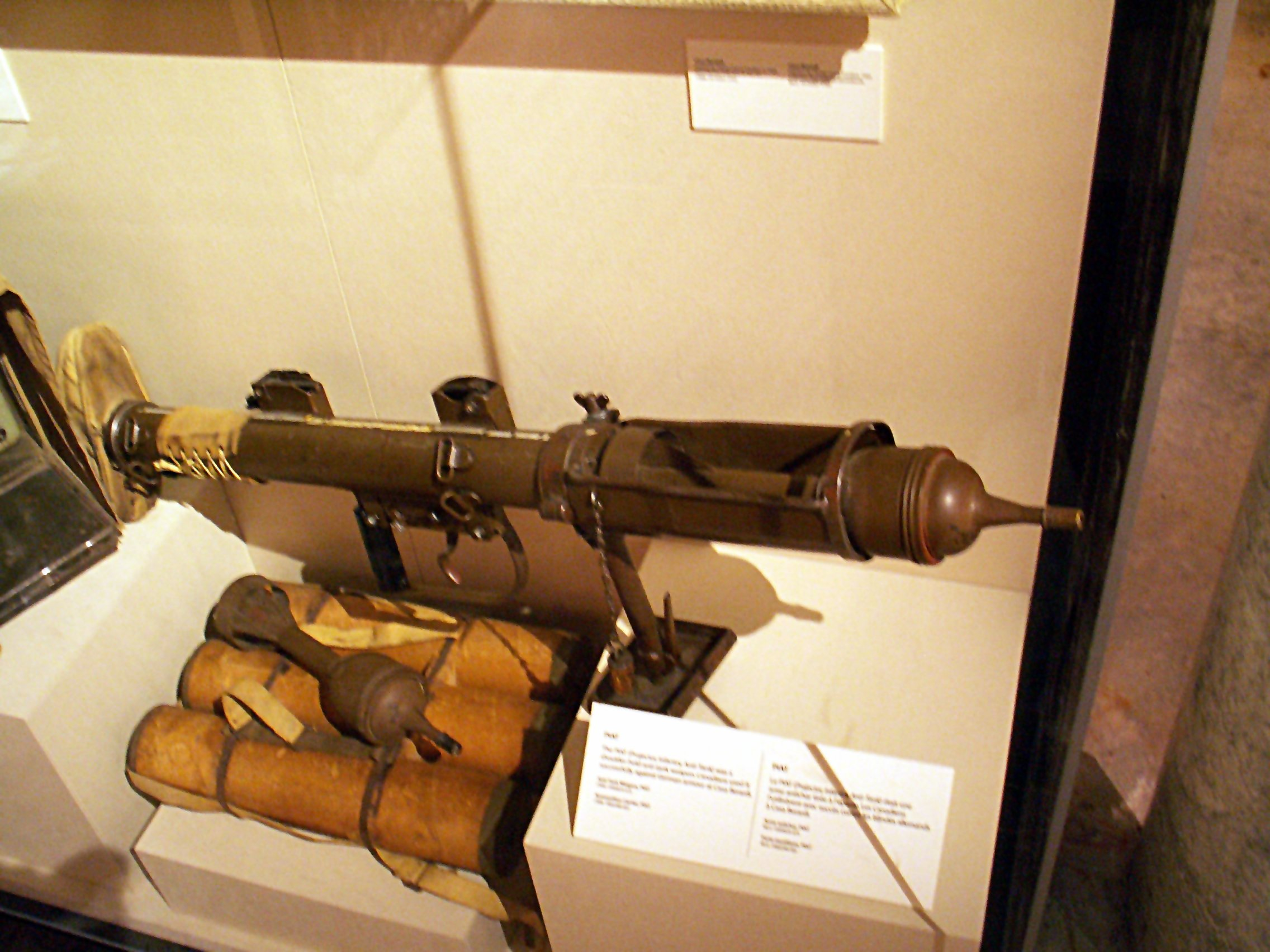
Гранатомет PIAT у музеї

PIAT або ПІАТ (англ. Projector, Infantry, Anti-Tank — дослівно піхотний протитанковий пусковий пристрій) — протитанковий гранатомет. Був розроблений у Великій Британії в початковий період Другої світової війни майором Джефферісом на базі дослідної "Бомбардьє Блеккера" (Blacker Bombard). З 1943 року протитанковий гранатомет PIAT, що вироблявся англійською компанією Imperial Chemical Industries, масово поставлявся у війська Великобританії і країн Британської співдружності, де успішно застосовувався для боротьби з німецькою бронетехнікою і польовими укріпленнями. Гранатомет PIAT також поставлявся в СРСР. У порівнянні з сучасними йому системами (американська Базука, німецький Оффенрор) гранатомет PIAT мав як позитивні сторони (відсутність небезпечної зони ракетного вихлопу, що дозволяло стріляти з приміщень і укриттів, малу демаскуючу дію пострілу), так і негативні (більшу масу зброї і сильний відбій при стрільбі).

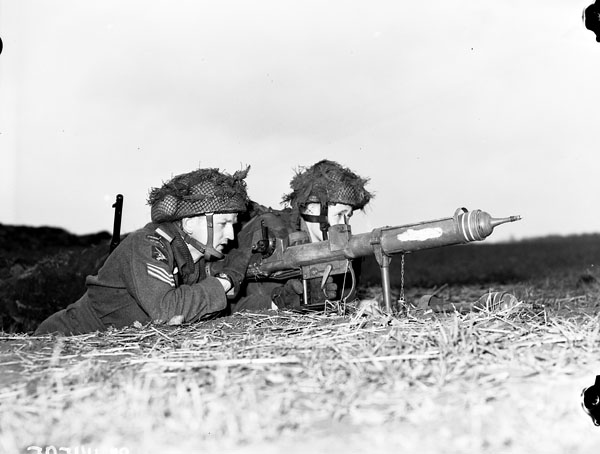
Канадські солдати ведуть вогонь з гранатомета ПІАТ

Після закінчення Другої світової війни PIAT застосовувався в локальних конфліктах (зокрема, в арабо-ізраїльській війні 1948), а також перебував на озброєнні армій країн — колишніх англійських домініонів, і ряду арабських країн, армії яких створювалися під впливом англійців (Йорданія, Єгипет, Ірак). Однак його швидко витіснили більш досконалі гранатомети. На озброєнні Армії Оборони Ізраїлю гранатомет протримався до другої половини 1950-х років. У британській армії PIAT зняли з озброєння в 1951 році.

## Принцип дії
Протитанковий гранатомет PIAT використовує оригінальну схему запуску, в якій "стволом" є порожнистий трубчастий хвостовик гранати. Перед пострілом граната закладається у відкритий лоток в передній частині гранатомета. Після натискання на спусковий гачок дуже масивний ударник спрямовується вперед, при цьому розташований в його передній частині довгий шток глибоко входить в хвостовик гранати аж до того моменту, коли передня частина ударника наколює капсуль вишибного патрона, розташованого в передній частині хвостової трубки гранати, відразу за бойовою частиною. Порохові гази з патрона штовхають гранату вперед, одночасно штовхаючи ударник назад. При цьому граната масою близько 1,2 кг покидає гранатомет зі швидкістю близько 80 м/с, а масивний ударник під дією відбою зводить свою бойову пружину і автоматично ставиться на бойовий взвод. Для ручного зведення ударника (перед першим пострілом або після осічки) стрільцю необхідно було впертися обома ногами в плечовий упор, розташований в задній частині трубчастого корпусу гранатомета, і вхопившись за велику спускову скобу, різко потягнути корпус зброї на себе. При цьому плечовий упор, пов'язаний стрижнем з ударником, витягувався з корпусу, зводячи ударник. Процедура ця вимагала прикладання чималих зусиль.

## Боєприпаси і конструкція

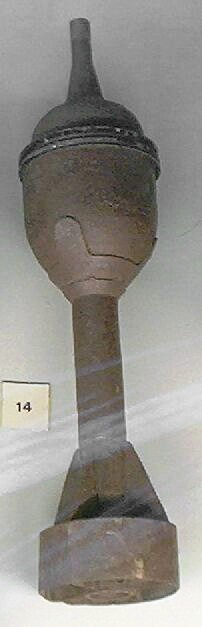
Граната PIAT

Сам гранатомет складався з трубчастого металевого корпусу, до якого спереду кріпився пусковий лоток для гранати, а знизу — рукоятки управління вогнем і спусковий механізм. Усередині корпусу розташовувалася потужна бойова пружина і масивний ударник. Прицільні пристосування мали вигляд мушки і діоптричного цілика з двома або трьома апертурами для дальностей 50, 80 і 110 або 70 і 100 ярдів. Для стрільби з упору гранатомет PIAT комплектувався складаною сошкою — опорою у вигляді літери «А» або перевернутої «Т». На потиличнику плечового упору, як правило, кріпився гумовий амортизатор відбою.